# Psachna
Psachna (in greco Ψαχνά?) è una piccola città greca dell'Eubea, a 16 km a nord di Calcide. È costruita in una piccola pianura nella parte centro-occidentale dell'isola. Psachna è il capoluogo del comune di Dirfys-Messapia e il capoluogo dell'unità regionale di Messapia. La città è anche nota per il campus di Psachna dell'Istituto di educazione tecnologica della Grecia centrale, l'area di Calcide e la società calcistica dell'Īraklīs Psachna. La sua popolazione era di 5 827 abitanti secondo il censimento del 2011.

## Storia
L'insediamento di Psachna fu costruito dai rifugiati dopo l'assedio di Negroponte nel 1470 durante la prima guerra turco-veneziana. Durante l'occupazione turca, era un piccolo villaggio con poche abitazioni. Dopo l'indipendenza greca, i rifugiati di Samo furono trasferiti a Psachna, portando alla denominazione di un distretto di Psachna "Samiotika". La popolazione di Psachna aumentò nel secolo scorso quando gli abitanti dei villaggi più montuosi come Pyxaria, Vavoula, Apogremno, si trasferirono a Psachna.